# Ianis Zicu
Ianis Alin Zicu (* 23. Oktober 1983 in Constanța) ist ein ehemaliger rumänischer Fußballspieler.

## Karriere

### Verein
Zicu begann seine Karriere in der Jugendmannschaft seines Heimatvereines Farul Constanța, wo er bereits 1991 mit dem Fußballspielen begann. 1998 wechselte er zu Dinamo Bukarest. In seiner ersten Saison bei Dinamo wurde der Verein hinter Steaua Bukarest Vizemeister und konnte durch einen 4:2-Finalerfolg gegen AS Rocar Bukarest den rumänischen Pokal gewinnen. In der darauffolgenden Saison wurde er an den FCM Câmpina verliehen. Dort stieg er mit dem Verein aus der zweiten Liga ab.
2002/03 wurde er von Dinamo wiederum verliehen und Zicu spielte eine Saison lang bei seinem Stammverein Farul Constanța. Der Verein wurde in der höchsten rumänischen Spielklasse Zehnter. In der Saison 2003/04 gehörte er zum Kader Dinamos, als das Double erreicht wurde. In dieser Saison spielte der Spielmacher das erste Mal auf europäischer Klubebene. Sein Debüt gab er beim 2:0-Sieg gegen Schachtar Donezk am 24. September 2003. Nach relativ guten Leistungen wurde er im Januar 2004 vom italienischen Topklub Inter Mailand verpflichtet. Aber gleich darauf bis zum Ende der Saison 2003/04 an den AC Parma weiterverliehen.
Nach einer Herbst- und Frühjahrssaison in Parma, wo er neun Spiele absolviert, kehrte er, ebenfalls leihweise, zu Dinamo Bukarest zurück. Der Pokalsieg konnte wiederholt werden. Nach einer weiteren Saison im Dress von Dinamo, wo der dritte Platz erreicht wurde, spielte er in der Saison 2006/07 – wiederum als Leihspieler – bei Rapid Bukarest. Mit Rapid konnte er sich zum vierten Mal über einen Pokaltriumph freuen.
Im Sommer 2007 wurde Zicu dann endgültig von Inter an Dinamo Bukarest abgegeben. In den Saisonen 2007/08 und 2008/09 wurden der vierte und der dritte Platz erreicht. Seit Sommer 2010 spielt er für den FC Timișoara. Mit seinem neuen Klub schloss er die Spielzeit 2010/11 als Vizemeister hinter Oțelul Galați und wurde mit 18 Treffern Torschützenkönig. Timișoara erhielt jedoch keine Zulassung zur Saison 2011/12 und musste in die Liga II absteigen. Zicu verließ daraufhin den Verein und heuerte beim bulgarischen Rekordmeister ZSKA Sofia an.
Schon in der Winterpause 2011/12 verließ Zicu Sofia bereits wieder und wechselte zu Pohang Steelers in die südkoreanische K-League. Mitte 2012 wurde er an den Ligakonkurrenten Gangwon FC ausgeliehen, zu dem er Anfang 2013 endgültig wechselte. Ein Jahr später kehrte er zu Petrolul Ploiești nach Rumänien zurück. Im Sommer 2014 wechselte er zu Aufsteiger ASA Târgu Mureș. Die Spielzeit 2014/15 schloss er mit seinem Team als Vizemeister hinter Steaua Bukarest ab. Anschließend verließ er ASA wieder und heuerte bei ACS Poli Timișoara an. Mit Poli beendete er die Saison 2015/16 auf dem vorletzten Platz. Zicu kehrte im Sommer 2016 nach Târgu Mureș zurück. Mit dem Klub stand er in der ersten Hälfte der Spielzeit 2016/17 am Tabellenende. Anfang 2017 löste er seinen Vertrag auf und ist seitdem ohne Verein.

### Nationalmannschaft
International spielte Zicu bisher zwölf Mal für die rumänische Fußballnationalmannschaft. Weiters kam er bei den diversen Jugendauswahlen seines Heimatlandes zum Einsatz. Sein Debüt für die A-Mannschaft gab er am 11. Oktober 2003 gegen Japan. Das Spiel endete 1:1. Im Oktober 2010 kehrte Zicu beim EM-Qualifikationsspiel gegen Frankreich nach drei Jahren Pause wieder in die Nationalmannschaft zurück. Am 29. März 2011 erzielte er gegen Luxemburg sein erstes Tor.

## Erfolge
- Rumänischer Meister: 2002, 2004
- Rumänischer Pokalsieger: 2001, 2004, 2005, 2007
- Rumänischer Supercupsieger: 2005
- Rumänischer Torschützenkönig: 2011
- Bulgarischer Supercupsieger: 2011
- Bulgarischer Vizemeister: 2012
- Südkoreanischer Pokalsieger: 2012